# Ошенево
Оше́нево — деревня в Лотошинском районе Московской области России.
Относится к городскому поселению Лотошино, до реформы 2006 года относилась к Кировскому сельскому округу. Население — 12 чел. (2010).

## География
Расположена в северной части городского поселения, примерно в 4 км к северу от районного центра — посёлка городского типа Лотошино, на левом берегу небольшой реки Частены, впадающей в Лобь. На территории находятся 4 садовых товарищества.
Соседние населённые пункты — деревни Макарово и Чапаево. Автобусное сообщение с городом Тверью, райцентрами Лотошино и Шаховская.

## Исторические сведения
На карте Тверской губернии 1850 года А. И. Менде — Ашенева.
По сведениям 1859 года — деревня Татьянковской волости Старицкого уезда Тверской губернии (Лотошинский приход) в 54 верстах от уездного города, на возвышенности, при ручье Гостенском, с 11 дворами, 2 прудами, 4 колодцами и 81 жителем (43 мужчины, 38 женщин).
В «Списке населённых мест» 1862 года Ашенево — владельческая деревня 2-го стана Старицкого уезда по Волоколамскому тракту, при колодце, с 11 дворами и 100 жителями (49 мужчин, 51 женщина).
В 1886 году — 27 дворов, 125 жителей (62 мужчины, 63 женщины), 29 семей.
В 1915 году насчитывалось 25 дворов, а деревня относилась к Федосовской волости.
С 1929 года — населённый пункт в составе Лотошинского района Московской области.

## Население
| 1859 | 1886 | 2002 | 2006 | 2010 |
| ---- | ---- | ---- | ---- | ---- |
| 100  | ↗125 | ↘10  | ↘9   | ↗12  |